# Nahwa

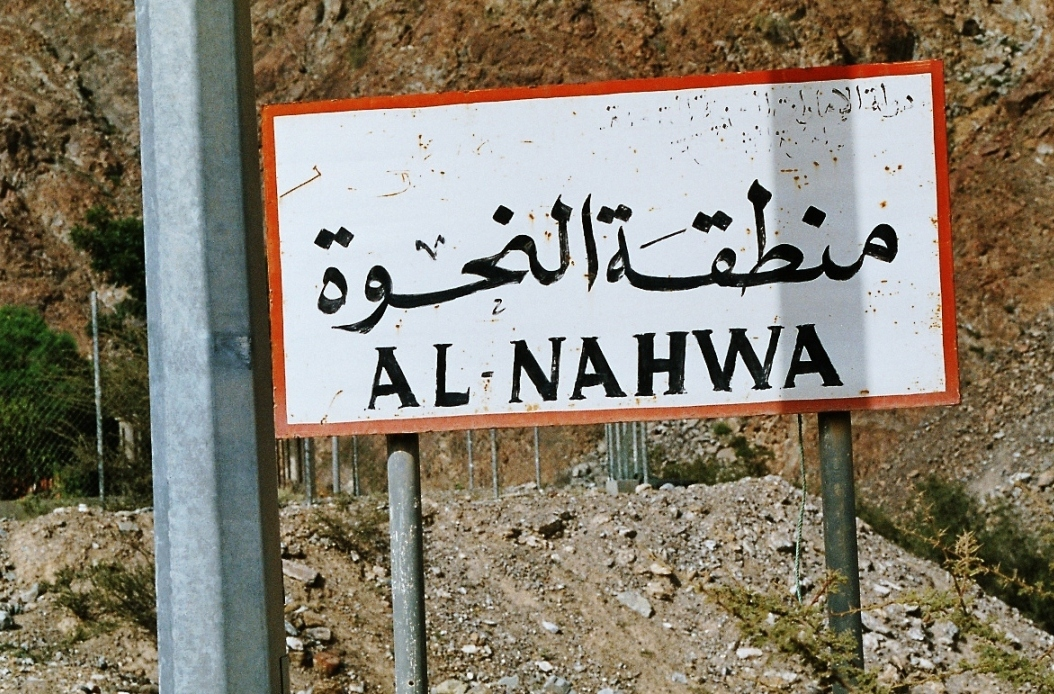
Tablica przy wjeździe do Al Nahwa

Nahwa – niewielka eksklawa Zjednoczonych Emiratów Arabskich wewnątrz eksklawy Omanu w ZEA o nazwie Madha. Należy ona do emiratu Szardża.